# Beobachtungsstelle für gesellschaftspolitische Entwicklungen in Europa
Die Beobachtungsstelle für gesellschaftspolitische Entwicklungen in Europa ist ein Projekt des  Instituts für Sozialarbeit und Sozialpädagogik (ISS e.V.) und wird vom Bundesministerium für Familie, Senioren, Frauen und Jugend (BMFSFJ) finanziert.

## Ziele und Aufgaben
Das Team der Beobachtungsstelle analysiert gesellschaftspolitische Entwicklungen in Europa und befasst sich mit möglichen Auswirkungen auf Deutschland. Es arbeitet interdisziplinär und berücksichtigt insbesondere die Fachrichtungen Soziologie, Politikwissenschaft und  Europäische Studien.
Der  demografische Wandel, die Digitalisierung oder die  Klimakatastrophe stellen die Menschen in Europa, die Europäische Union und ihre Mitgliedstaaten vor große Herausforderungen.
Gesellschaftspolitische Themen wie die Verringerung von Kinderarmut, die Gleichstellung von LGBTIQ*-Personen oder die Bekämpfung von geschlechtsbezogener Gewalt werden nicht nur national, sondern europaweit diskutiert. Da die einzelnen EU-Mitgliedstaaten den anstehenden Herausforderungen unterschiedlich begegnen, haben sich in vielen Staaten interessante Lösungsstrategien herausgebildet. Diese können auch für Deutschland aufschlussreich sein. An dieser Stelle setzt die Arbeit der Beobachtungsstelle an.
Ziel der Arbeit der Beobachtungsstelle ist es, europaweit gesellschaftspolitische Akteure zu vernetzen, ihren Austausch zu fördern und gegenseitiges Lernen anzuregen. Das Team der Beobachtungsstelle erstellt wissenschaftliche, meist europäisch-vergleichende Analysen sowie regelmäßige Monitorings und führt europäische Fachveranstaltungen durch. Das Projekt hat insbesondere zum Ziel, die deutsche Fachöffentlichkeit für die europäische Dimension gesellschaftspolitischer Themen zu sensibilisieren und zu informieren.

## Schwerpunktthemen
Das Team der Beobachtungsstelle beschäftigt sich mit einem breiten Spektrum an Schwerpunktthemen im Bereich der nationalen und europäischen Gesellschaftspolitik:
- Ideen für gerechte Gesellschaften in Europa: Gleichbehandlung und Gleichstellung sind tragende Säulen einer gerechten, demokratischen und offenen Gesellschaft und in der  Europäischen Union höchste Gebote und rechtlich fest verankert. Die EU kann Initiativen zur Koordinierung der Sozialpolitik der Mitgliedstaaten ergreifen und so ihre sozialpolitische Zusammenarbeit unterstützen sowie europaweit Mindeststandards setzen. Die Beobachtungsstelle stellt ausgewählte Initiativen, wie die europäische Säule sozialer Rechte oder die Union der Gleichheit[4] vor.

- Europawahlen 2024: Vom 6. bis 9. Juni 2024 ist es wieder soweit: Die Bürger der EU-Mitgliedstaaten wählen die Mitglieder des Europäischen Parlaments. Die Beobachtungsstelle gibt einen Überblick über die anstehenden Wahlen und ihre gesellschafts- und gleichstellungspolitische Bedeutung für alle Europäer.[5]

- Ältere Menschen unterstützen: Im Fokus der Arbeiten steht, wie die Folgen des demografischen Wandels im Bereich der Politik für  ältere Menschen und  Pflegepolitik europaweit gestaltet werden können.

- Kinder und Jugendliche miteinbeziehen: Kinderarmut ist in Europa, auch in den wirtschaftlich starken Staaten, weit verbreitet. Etwa jedes vierte Kind in der Europäischen Union ist von Armut oder sozialer Ausgrenzung bedroht.[6] Die Beobachtungsstelle analysiert Maßnahmen zur europaweiten Verringerung von Kinderarmut. Ein weiterer Schwerpunkt liegt auf der Förderung von sozialer Teilhabe von  Kindern und  Jugendlichen.

- Equal Care für alle: Equal Care ist eine Grundvoraussetzung für Geschlechtergleichstellung. Nach wie vor sind aber Frauen in der Hauptverantwortung. Das führt dazu, dass sie weniger Zeit für Erwerbsarbeit haben und somit geringere Einkommen und Rentenleistungen erhalten.[7]

- LGBTIQ*-Personen gleichstellen: Die Beobachtungsstelle hat sich in ihrer Arbeit den Herausforderungen für die Gleichstellung von  LGBTIQ*-Personen und  -Familien in Deutschland und Europa gewidmet. Im Zentrum der Arbeiten stehen gleiche Chancen für alle Menschen, unabhängig von ihrer  geschlechtlichen Identität oder  sexuellen Orientierung.

- Geschlechtsbezogene Gewalt bekämpfen: Geschlechtsbezogene Gewalt ist in Europa immer noch ein großes Problem und in ihrem Ausmaß erschreckend.[8] Die Beobachtungsstelle hat sich in ihrer Arbeit insbesondere mit der Umsetzung der Istanbul-Konvention[9], das bisher weitreichendste international rechtsverbindliche Instrument zur Verhütung und Bekämpfung von Gewalt gegen Frauen und häuslicher Gewalt, beschäftigt.[10][11]

- Für ein Recht auf Schwangerschaftsabbruch: Das Recht auf Schwangerschaftsabbruch ist gesellschaftlich und politisch hart umkämpft. Die Beobachtungsstelle hat sich in zwei umfangreichen Arbeiten mit diesem Thema beschäftigt: In einem Arbeitspapier werden Regelungen, Kostenübernahme und Versorgungslage sowie Daten zu Abbrüchen in Deutschland, Frankreich, die Niederlande, Schweden und Spanien miteinander verglichen. Ein Dossier stellt vor, wie die Institutionen der Europäischen Union mit dem Recht auf Schwangerschaftsabbruch umgehen. Dies auch vor dem Hintergrund von reaktionären Gegenkräften, die Abbrüche grundsätzlich verbieten wollen.[12][13]

## Veröffentlichungen
Das Team der Beobachtungsstelle veröffentlicht ihre Arbeitsergebnisse in unterschiedlichen Formaten und stellt diese regelmäßig auf ihrer Webseite zur Verfügung. Der Großteil der Veröffentlichungen erscheint in deutscher und in englischer Sprache.
- Dossiers erscheinen zweimal jährlich und geben Anregungen zur Diskussion über aktuelle gesellschaftspolitische Entwicklungen auf europäischer Ebene.
- Arbeitspapiere behandeln ein Thema vertiefend, die Hintergründe und aktuelle Situation in unterschiedlichen Staaten werden dargestellt.
- Kurzexpertisen erläutern ein Thema in knapper Form und stellen die Situation in mindestens zwei unterschiedlichen Staaten dar.
- Hintergrundinformationen bieten eine knappe Zusammenstellung von Hintergründen zu einer europäischen Initiative oder einem gesellschaftspolitisch relevanten Thema.
- Das EU-Monitoring gibt einen Überblick über die Aktivitäten der Europäischen Union, des Europarats und der europäischen zivilgesellschaftlichen Organisationen im Bereich der Gesellschaftspolitik.